# Claude Marie de Saint-Quentin
Pour les articles homonymes, voir Saint-Quentin (homonymie).
Claude Marie de Saint Quentin, né le 26 février 1739 à Hagnicourt (Ardennes), mort le 15 août 1823 à Cierges (Meuse), est un général de brigade de la Révolution française.

## États de service
De 1778, à 1783, il participe à la campagne d’Amérique, et il est fait chevalier de Saint-Louis en 1783.
En 1784, il est capitaine au régiment de Monsieur, et il est nommé colonel le 14 janvier 1793, au 56e régiment d’infanterie.
Il est promu général de brigade le 8 mars 1793.
Il meurt le 15 août 1823, à Cierges.

## Sources
- (en) « Generals Who Served in the French Army during the Period 1789 - 1814: Eberle to Exelmans »
- Claude Marie de Saint Quentin  sur roglo.eu
- Côte S.H.A.T.: 8 YD 41
- Léon Hennet, Etat militaire de France pour l’année 1793, Siège de la société, Paris, 1903, p. 106.